# لوتول
لوتول (به لهستانی: Lutol) یک روستا در لهستان است که در گمینا لوبسکو واقع شده‌است.
 لوتول  ۲۵۹ نفر جمعیت دارد.